# Allium aflatunense
Az Allium aflatunense az egyszikűek (Liliopsida) osztályának spárgavirágúak (Asparagales) rendjébe, ezen belül az amarilliszfélék (Amaryllidaceae) családjába tartozó faj.

## Előfordulása
Az Allium aflatunense Ázsiában őshonos. A természetes élőhelyei kizárólag Kazahsztánban és Kirgizisztánban találhatók.

## Források

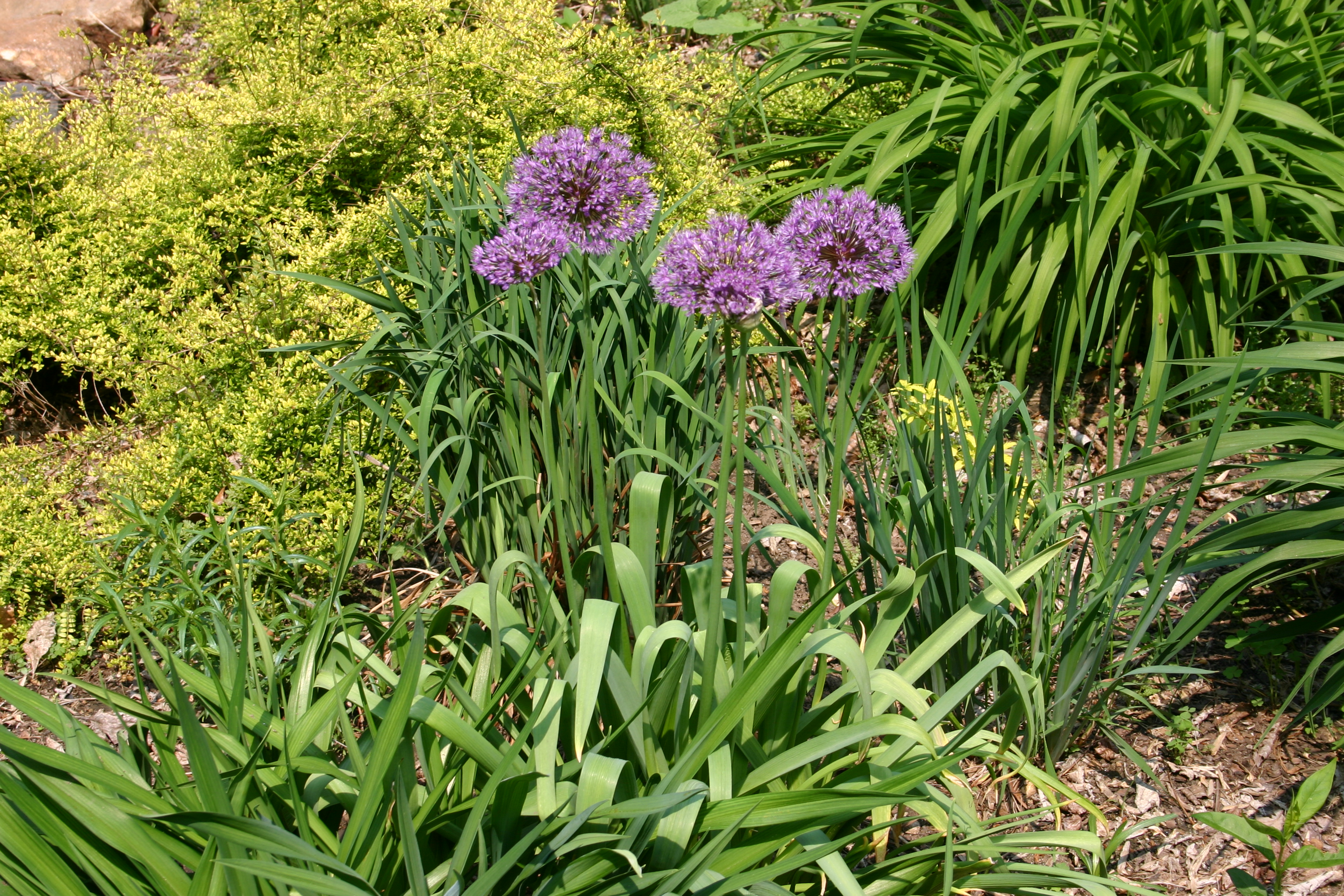
A növény

## Megjelenése
Évelő hagymás növényfaj, amely 90 centiméter magasra is megnőhet. A nagy virágzatai akár 10 centiméter átmérőjűek is lehetnek; ezeket számos lilásrózsaszín virág alkotja. Májusban - júniusban nyílik, és augusztusban érik meg a termése.